# Повіт Мьодзай
Пові́т Мьо́дзай (яп. 名西郡, みょうざいぐん, МФА: [mʲod͡zai̯ guɴ]) — повіт у Японії, у префектурі Токушіма. Станом на 1 серпня 2012 року його площа становила 202,14 км². Населення складало 31 660 осіб, а густота населення — 157 осіб/км². До складу повіту входять містечка Ішії та Каміяма.